# Burgers (album)
Burgers è il terzo album degli Hot Tuna registrato in studio, pubblicato nel 1972.
Nel 1996, la RCA ha pubblicato un box set intitolato In a Can che comprende la versione rimasterizzata di questo album oltre ad altri quattro CD, Hot Tuna, First Pull Up, Then Pull Down, America's Choice e Hoppkorv, anch'essi rimasterizzati.

## Tracce
Lato A
1. True Religion (Jorma Kaukonen) – 4:42
2. Highway Song (Kaukonen) – 3:14
3. 99 Year Blues (Julius Daniels) – 3:58
4. Sea Child (Kaukonen) – 5:00

Lato B
1. Keep On Truckin' (Bob Carleton) – 3:40
2. Water Song (Kaukonen) – 5:17
3. Ode for Billy Dean (Kaukonen) – 4:49
4. Let Us Get Together Right Down Here (Rev. Gary Davis) – 3:27
5. Sunny Day Strut (Kaukonen) – 3:14

## Formazione
Hot Tuna
- Jorma Kaukonen — chitarre elettrica ed acustica, voce
- Jack Casady — basso, voce, eyebrow
- Papa John Creach — violino, voce
- Sammy Piazza — batteria, timpani, percussioni, voce

Altri musicisti
- Nick Buck — organo, pianoforte in True Religion e Keep On Truckin'
- Richmond Talbott — voce e chitarra slide in 99 Year Blues
- David Crosby — voce in Highway Song

Crediti e produzione
- The Unknown Engineer (Joe Lopes) — ingegnere del suono
- The Masked Mixer — mixer
- Betty Cantor — mixer
- Bruce Steinberg — design, fotografia
- Allen Zentz — ingegnere assistente
- Maurice — ingegnere assistente
- Registrato al Wally Heider Studios, San Francisco
- A Fishobaby Production
- Reissue Liner Notes: William Ruhlmann